# Ринок інтернету в Україні
- чисельний обсяг ринку — 2,5 —9,8 млн. чол.
- кількість сталих користувачів тенет — 1 —1.5 млн. чол.
- ємінсть ринку — $144 млн. — (2005)

Ринок інтернету в Україні — уся наявна в державі інфраструктура інтернет-послуг.

## Види доступу
Якщо раніше, більшість інтернет-користувачів використовували комутований доступ — dial-up, який здійснюється за допомогою звичайної телефонної лінії, що забезпечує низьку швидкість — до 56 кбіт, то зараз ситуація змінилася. Все більше і більше людей користуються послугами виділених високошвидкісних ліній для доступу в Інтернет.

## Ємність ринку
За інформацією НКРЗ, кількість української інтернет-аудиторії становить від 2,5 до 9,8 мільйонів клієнтів. В той же час, за даними Інтернет-асоціації України (ІНАУ), кількість постійних користувачів мережі не перевищує 1—1,5 мільйонів чоловік.
Кількість абонентів Інтернет в Україні в другому кварталі 2012 року в порівнянні з 2-м кварталом 2011 року збільшилась на 30% і склала 4,64 млн осіб, при цьому понад 4,2 млн з них склали домашні абоненти.

## Ємність ринку за засобами в 2019 г.
- dial-up — 75 %
- виділені лінії — 11 %
- кабельні мережі та радіодоступ — 5 %
- DSL — 2 %
- Ethernet-доступ — 2 %

Згідно з даними асоціації «Телас» сьогодні 75% ринку доступу припадає на dial-up. З чверті, що залишилася, 11% — на виділені лінії, по 5% — на кабельні мережі і радіодоступ, 2% — на технологію DSL. Ще 2% займають локальні мережі, реалізовані за допомогою технології Ethernet.

## Ємність ринку за регіонами
У структурі ринку Київ, який генерує близько 60% його доходів, як і раніше на голову випереджає регіони. Але останнім часом на місцях активно скорочується відставання від столиці.
Торішнє (2005) зменшення частки Києва в доходах ринку до 58% (у 2004р. — 65%) експерти пояснюють зміною тарифів.
При тому, що на ринку працює близько 4,5 тисяч провайдерів, більше 60% доходів одержують шість найбільших компаній — «Укртелеком», «Фарлеп», «Оптіма», «Воля-Кабель», «Ґолден телеком» і «Лакі Нет».

## Корпоративний сегмент
- «Укртелеком»,
- «Фарлеп»
- «Оптіма»
- «Воля-Кабель»
- «Ґолден телеком»
- «Лакі Нет»

Корпоративний сегмент ринку демонструє стійке зростання. Це пояснюється тим, що до інтернету активно під'єднуються представники середнього і малого бізнесу. Росте і рівень споживання трафіку у діючих клієнтів — приблизно на 40% за підсумками першого півріччя 2005.

## Сегмент користувачів-фізичних осіб
Обслуговування даного сегменту здійснюється шістьма великими операторами — «Укртелеком», «Фарлеп», «Оптіма», «Воля», за показниками зростання помітно випереджає корпоративний.
«Минулого року доходи від обслуговування приватних користувачів наблизилися до $35 млн. Таким чином, зростання споживчого ринку склало 67%, а його питома вага за вказаний період збільшилася з 16 до 23%», — говорять в iKS-Consulting.
У 2005 частка приватних під'єднань продовжує рости. Експерти пояснюють це тим, що все більшого поширення набуває широкосмуговий доступ, доходи від якого ще минулого року перевищили виручку провайдерами від dial-up'у і склали 66% від обсягу всього ринку.
Сегмент користувачів-фізичних осіб на українському ринку є доволі перспективним, позаяк він перебуває на стадії формування і сьогодні практично не охоплений.
Восени 2006 року на ринок інтернету вийшла компанія «Комстар» — дочка російської компанія з однойменним ім'ям. На відміну від послуги ADSL, яку «Комстар» пропонує в Росії, в Україні компанія пропоную доступ за технологією xDSL через оптоволоконний кабель. Компанія почала працювати в Одесі, але має намір працювати в усій країні. На відміну від великих компаній монополістів, давно працюючих на ринку Інтернету, встановивши низькі тарифи (відносно конкурентів) компанія має гарну можливість опинитися серед лідерів.